# Joseph Mohr
Joseph Franz Mohr (født 11. december 1792 i Salzburg, død 4. december 1848 i Wagrain) var en østrigsk præst og forfatter til Stille Nacht, heilige Nacht.
Han blev født som uægte barn af ugift syerske Anna Schoiberin og soldaten Franz Mohr, der flygtede fra både hæren og Josephs mor før barnet blev født.
Joseph var begavet og fandt en sponsor til at hjælpe sig til en højere uddannelse. Som uægte barn behøvede han pavens tilladelse til at læse teologi, og i 1815 blev han ordineret som præst. Pastor Mohr blev sendt til en valfartskirke i den fjerne alpelandsby Mariapfarr, hvor han i 1816 skrev et lille stykke poesi, der senere skulle blive kendt over den ganske verden. Mohr blev i 1817 forflyttet for en toårs periode til Oberndorf tæt på Salzburg, hvor han mødte den lokale skolelærer Franz Gruber. Denne komponerede en melodi til Mohrs digt, og resten er historie. Mohr, som var en generøs herre, donerede det meste af sin fortjeneste på sangen til velgørende formål.
Joseph Mohr blev forflyttet flere gange indtil han omsider endte i et kald som landsbypræst i den østrigske by Wagrain, hvor han var en af grundlæggerne til den første skole. Han oprettede en fond til at støtte fattige børns skolegang, og han var med til at systematisere ældreomsorgen i Wagrain.
Fader Mohr døde 1848. Den lokale skole er opkaldt efter ham, og hans grav bliver der værnet om på den nærliggende kirkegård.